# Liparis chefuensis
Liparis chefuensis is een straalvinnige vissensoort uit de familie van snotolven (Cyclopteridae). De wetenschappelijke naam van de soort is voor het eerst geldig gepubliceerd in 1933 door Wu & Wang.